# Akio Ōtsuka
 Akio Ōtsuka  (n. 24 noiembrie 1959, Shinjuku, Tōkyō, Japonia) este un actor, actor de voce și narator japonez din zona metropolitană Tokyo. El este atașat al agenției de talente Mausu Promotion.
Calitatea astringentă și calmă a vocii sale profunde i-a adus multe roluri în filme, dublaje, animații și jocuri video.

## Filmografie

### Animații TV
| An   | Titlu                                                     | Rol                                      | Note       |
| ---- | --------------------------------------------------------- | ---------------------------------------- | ---------- |
| 1988 | F                                                         | Gorou                                    |            |
| 1989 | Mobile Police Patlabor                                    | Gomioka, Kataoka                         |            |
| 1989 | Jungle Book: Shounen Mowgli                               | Sander                                   |            |
| 1989 | Magical Hat                                               | Gord Baboon                              |            |
| 1990 | NG Knight Ramune & 40                                     | Yorurun                                  |            |
| 1990 | Karakuri Kengo Den Musashi Lord                           | Shutentaiga                              |            |
| 1990 | Tanoshii Moomin Ikka                                      | Moominpappa                              |            |
| 1990 | Nadia the Secret of Blue Water                            | Captain Nemo                             |            |
| 1991 | Anime Himitsu no Hanazono                                 | Hawkins                                  |            |
| 1991 | Kinkyuu Hasshin Saver Kids                                | Rasuto                                   |            |
| 1991 | Lupin the 3rd: Napoleon's Dictionary                      | Makkaramu                                |            |
| 1992 | Aah! Harimanada                                           | Harimanada Isao                          |            |
| 1992 | Ashita e Free Kick                                        | Juliano                                  |            |
| 1992 | Anime Himitsu no Hanazono                                 | Hawkins                                  |            |
| 1992 | Yōyō no Neko Tsumami                                      | Yo Yo                                    |            |
| 1992 | Lupin III: From Russia With Love                          | Donbino                                  |            |
| 1994 | Soreike! Anpanman                                         | Naganegiman / Negi-ojisan                |            |
| 1994 | Tottemo! Luckyman                                         | Saikyou-Danshaku                         |            |
| 1994 | Blue Seed                                                 | Daitetsu Kunikida                        |            |
| 1994 | Magic Knight Rayearth                                     | Wind God Windham                         |            |
| 1994 | Mahoujin Guru Guru                                        | Fairy Saiko                              |            |
| 1994 | Montana Jones                                             | Montana Jones                            |            |
| 1995 | Saint Tail                                                | Detective Asuka / Asuka Sr.              |            |
| 1995 | Mobile Suit Gundam Wing                                   | Narrator, Vice Foreign Minister Darlian  |            |
| 1995 | Street Fighter II V                                       | Barrack, Narrator                        |            |
| 1995 | Tōma Kishinden ONI                                        | Takiyasha                                |            |
| 1995 | Ninku                                                     | Shigure Ninku                            |            |
| 1995 | Virtua Fighter                                            | Van Kuur                                 |            |
| 1996 | Martian Successor Nadesico                                | Kouichiro Misumaru                       |            |
| 1996 | City Hunter: The Secret Service                           | McGuire                                  |            |
| 1996 | Shōnen Santa no Daibōken                                  | Luke, Rye                                |            |
| 1996 | The Vision of Escaflowne                                  | Goau                                     |            |
| 1996 | Detective Conan                                           | Juugo Yokomizo                           |            |
| 1996 | Rurouni Kenshin: Meiji Swordsman Romantic Story           | Udō Jin-e                                |            |
| 1997 | Vampire Princess Miyu                                     | Black Kite, Ohshima                      |            |
| 1997 | Clamp School                                              | Brother in Law                           |            |
| 1997 | Cooking Master Boy                                        | Chou Yu                                  |            |
| 1997 | In The Beginning: The Bible Stories                       | Young Ezekiel                            |            |
| 1997 | Hyper Police                                              | Batanen Fujioka                          |            |
| 1997 | Hakugei: Legend of the Moby Dick                          | Ahab                                     |            |
| 1997 | Flame of Recca                                            | Kai                                      |            |
| 1998 | Steam Detectives                                          | Night Phantom                            |            |
| 1998 | Cowboy Bebop                                              | Whitney Hagas Matsumoto                  |            |
| 1998 | Silent Möbius                                             | Razan Namigumo                           |            |
| 1998 | Kurogane Communication                                    | Honi                                     |            |
| 1998 | Trigun                                                    | Rai-Dei the Blade                        |            |
| 1998 | Neo Ranga                                                 | Shogo Haseoka                            |            |
| 1998 | Legend of Basara                                          | Khazan                                   |            |
| 1999 | Puppet Master Sakon                                       | Katsumi Oki                              |            |
| 1999 | Power Stone                                               | Vargas                                   |            |
| 1999 | Monster Farm                                              | Captain Jim                              |            |
| 2000 | Ghost Stories                                             | Ouma                                     |            |
| 2000 | Kindaichi Shounen no Jikenbo                              | Leo Horinouchi                           |            |
| 2000 | Sci-Fi Harry                                              | Mick                                     |            |
| 2000 | Banner of the Stars                                       | Samson                                   |            |
| 2000 | One Piece                                                 | Captain Joke                             |            |
| 2001 | Cyborg 009: The Cyborg Soldier                            | Cyborg 005/G. Junior                     |            |
| 2001 | Banner of the Stars II                                    | Samson                                   |            |
| 2001 | Touch: Cross Road – Kaze no Yukue                         | Fujimura                                 |            |
| 2001 | Lupin III: Alcatraz Connection                            | Andy                                     |            |
| 2002 | Asobotto Senki Goku                                       | GK                                       |            |
| 2002 | Ghost in the Shell: Stand Alone Complex                   | Batou                                    |            |
| 2002 | Shin Megami Tensei Devil Children: Light & Dark           | Watcher                                  |            |
| 2002 | Tenchi Muyo! GXP                                          | Azusa Masaki Jurai                       |            |
| 2002 | Patapata Hikōsen no Bōken                                 | Christophe Balzac                        |            |
| 2002 | Piano                                                     | Seiji Nomura                             |            |
| 2002 | Petite Princess Yucie                                     | Rockwell                                 |            |
| 2002 | Full Metal Panic!                                         | Lt. Cmdr. Andrei Kalinin                 |            |
| 2003 | Ashita no Nadja                                           | Jose Rodriguez                           |            |
| 2003 | Astro Boy: Mighty Atom                                    | Pluto                                    |            |
| 2003 | Wolf's Rain                                               | Cold Fireman                             |            |
| 2003 | L/R: Licensed by Royalty                                  | Mister                                   |            |
| 2003 | Requiem from the Darkness                                 | Choujirou                                |            |
| 2003 | The Galaxy Railways                                       | Schwanhelt Bulge                         |            |
| 2003 | Stratos 4                                                 | Inquisitor                               |            |
| 2003 | Full Metal Panic? Fumoffu                                 | Andrei Kalinin                           |            |
| 2003 | PoPoLoCrois                                               | Pietro, Gamigami                         |            |
| 2003 | One Piece                                                 | Blackbeard                               |            |
| 2004 | Agatha Christie no Meitantei Poirot to Marple             | Cedric Crackenthorpe                     |            |
| 2004 | SD Gundam Force                                           | Professor Gerbera                        |            |
| 2004 | Kyo kara Maoh!                                            | Gwendal von Voltaire                     |            |
| 2004 | Kurau: Phantom Memory                                     | Ayaka's Father                           |            |
| 2004 | Ghost in the Shell: Stand Alone Complex 2nd GIG           | Batou                                    |            |
| 2004 | Cromartie High School                                     | Narrator in Episode 25                   |            |
| 2004 | Samurai Champloo                                          | Okuru                                    |            |
| 2004 | Burn-Up Scramble                                          | Master                                   |            |
| 2004 | Black Jack                                                | Black Jack                               |            |
| 2004 | Massugu ni Ikō                                            | Minamoto                                 |            |
| 2004 | Monster                                                   | Milan Kolasch                            |            |
| 2004 | Phoenix                                                   | Patriarch                                |            |
| 2005 | Bleach                                                    | Shunsui Kyōraku                          |            |
| 2005 | Full Metal Panic! The Second Raid                         | Andrei Kalinin                           |            |
| 2005 | The Snow Queen                                            | The Avatar of the Wind                   |            |
| 2006 | Ginga Tetsudo Monogatari: Eien e no Bunkiten              | Schwanhelt Bulge                         |            |
| 2006 | Sgt. Frog                                                 | Garuru                                   |            |
| 2006 | Coyote Ragtime Show                                       | Mister                                   |            |
| 2006 | Onegai My Melody                                          | Kuromi's Father, Teacher, Mr. Goat       |            |
| 2006 | Kenichi: The Mightiest Disciple                           | Ishinsai Ogata                           |            |
| 2006 | The Melancholy of Haruhi Suzumiya                         | Arakawa                                  |            |
| 2006 | A Spirit of The Sun                                       | Yang                                     |            |
| 2006 | Black Jack 21                                             | Black Jack                               |            |
| 2006 | Ray the Animation                                         | B.J                                      |            |
| 2007 | El Cazador de la Bruja                                    | Sanchez                                  |            |
| 2007 | Emily of New Moon                                         | Mr. Carpenter                            |            |
| 2007 | Gintama                                                   | Saizou                                   |            |
| 2007 | The Skull Man                                             | Sirks 05                                 |            |
| 2007 | Devil May Cry                                             | Morrison                                 |            |
| 2007 | Neuro: Supernatural Detective                             | Masakage Shirota                         |            |
| 2008 | Itazura na Kiss                                           | Sudou-senpai                             |            |
| 2008 | Ultraviolet: Code 044                                     | Sakuza                                   |            |
| 2008 | Kyo kara Maoh! 3rd Series                                 | Gwendal                                  |            |
| 2008 | Gegege no Kitarō                                          | Goro Minamoto                            |            |
| 2008 | Slayers Revolution                                        | Wizer                                    |            |
| 2008 | Naruto Shippuuden                                         | Chiriku                                  |            |
| 2009 | CANAAN                                                    | Sham                                     |            |
| 2009 | Kawa no Hikari                                            | Glen                                     | [ 6 ]      |
| 2009 | Guin Saga                                                 | Cameron                                  |            |
| 2009 | Jungle Emperor – Yuki ga Mirai wo Kaeru                   | Ooyama Kenzou                            |            |
| 2009 | Valkyria Chronicles                                       | Radi Jaeger                              |            |
| 2009 | Hajime no Ippo: New Challenger                            | Brian Hawk                               |            |
| 2010 | Durarara!!                                                | Shingen Kishitani                        |            |
| 2010 | Baka to Test to Shokanju                                  | Sōichi Nishimura                         |            |
| 2011 | Baka to Test to Shōkanjū Ni!                              | Sōichi Nishimura                         |            |
| 2011 | Fate/Zero                                                 | Rider/Iskandar                           |            |
| 2011 | Blade                                                     | Blade                                    |            |
| 2012 | Space Brothers                                            | Brian Jay                                |            |
| 2012 | Thermae Romae                                             | Hadrianus                                |            |
| 2012 | Toriko                                                    | Ryoutei                                  |            |
| 2012 | Hunter × Hunter (2011)                                    | Uvogin                                   |            |
| 2012 | Fate/Zero 2                                               | Rider/Iskandar                           |            |
| 2012 | JoJo's Bizarre Adventure (season 1)                       | Wamuu                                    |            |
| 2013 | Star Blazers 2199                                         | General Elk Domel                        |            |
| 2013 | JoJo's Bizarre Adventure                                  | Wamuu                                    |            |
| 2013 | Toriko                                                    | Livebearer                               |            |
| 2013 | Yondemasu yo, Azazel-san. Z                               | Marukome                                 |            |
| 2014 | In Search of the Lost Future                              | Sakunoshin Honjō                         |            |
| 2014 | Space Dandy                                               | Toaster                                  |            |
| 2014 | Sengoku Musou SP: Sanada no Shou                          | Honda Tadakatsu                          |            |
| 2014 | Hajime no Ippo Rising                                     | Brian Hawk                               |            |
| 2014 | Hunter × Hunter (2011)                                    | Mizaistom Nana                           |            |
| 2014 | Majin Bone                                                | Higashio                                 |            |
| 2015 | Blood Blockade Battlefront                                | Blitz T. Abrams                          |            |
| 2015 | Sengoku Musou                                             | Honda Tadakatsu                          |            |
| 2015 | Durarara!!×2 Shō                                          | Shingen Kishitani                        |            |
| 2015 | Nintama Rantaro                                           | Yamada                                   |            |
| 2015 | The Rolling Girls                                         | Dandy                                    |            |
| 2015 | Young Black Jack                                          | Narrator                                 |            |
| 2016 | Ace Attorney                                              | Go Karuma                                |            |
| 2016 | Mob Psycho 100                                            | Ekubo                                    |            |
| 2016 | Boku no Hero Academia                                     | Sensei/All For One                       | [ 7 ]      |
| 2016 | Berserk                                                   | Skull Knight                             |            |
| 2016 | Magic Kyun! Renaissance                                   | Principal                                |            |
| 2016 | March Comes in Like a Lion                                | Raidō Fujimoto                           |            |
| 2017 | Chain Chronicle ~The Light of Haecceitas~                 | Black King                               |            |
| 2017 | Alice to Zouroku                                          | Zouroku Kashimura                        |            |
| 2017 | Boku no Hero Academia                                     | All for One                              |            |
| 2018 | Space Battleship Tiramisu                                 | Narrator                                 |            |
| 2018 | Golden Kamuy                                              | Tetsuzō Nihei                            |            |
| 2018 | Laid-Back Camp                                            | Narrator, Rin's Grandfather              |            |
| 2018 | Shinya! Tensai Bakabon                                    | Black Jack                               |            |
| 2018 | Boku no Hero Academia                                     | All for One                              |            |
| 2018 | Mr. Tonegawa: Middle Management Blues                     | Masayasu Honda                           | [ 8 ]      |
| 2018 | Karakuri Circus                                           | Zenji Saiga                              |            |
| 2019 | Dororo                                                    | Dr. Jukai                                |            |
| 2019 | Mob Psycho 100 II                                         | Ekubo                                    |            |
| 2019 | Carole & Tuesday                                          | Gus Goldman                              | [ 9 ]      |
| 2019 | Are You Lost?                                             | Jōichi Onishima                          |            |
| 2019 | The Case Files of Lord El-Melloi II                       | Iskandar                                 | Episode 13 |
| 2019 | Vinland Saga                                              | Thorkell                                 |            |
| 2019 | Star Twinkle PreCure                                      | Yoichi Hoshina                           |            |
| 2019 | African Office Worker                                     | Lion-sempai                              |            |
| 2019 | Super Shiro                                               | Shiro (Hero)                             |            |
| 2019 | Beastars                                                  | Gouhin                                   |            |
| 2020 | Kakushigoto                                               | Kairi Imashigata                         |            |
| 2020 | Ghost in the Shell: SAC 2045                              | Batou                                    |            |
| 2020 | Baki                                                      | Yujiro Hanma                             | [ 10 ]     |
| 2020 | Akudama Drive                                             | Capital Punishment Division's Instructor | [ 11 ]     |
| 2020 | Boruto: Naruto Next Generations                           | Amado                                    |            |
| 2021 | I-Chu: Halfway Through the Idol                           | Principal Bear                           |            |
| 2021 | Cestvs: The Roman Fighter                                 | Narrator                                 | [ 12 ]     |
| 2021 | Ore, Tsushima                                             | Tsushima                                 | [ 13 ]     |
| 2021 | Kimi to Fit Boxing                                        | Bernardo                                 | [ 14 ]     |
| 2021 | Lupin the 3rd Part 6                                      | Daisuke Jigen                            | [ 15 ]     |
| 2021 | My Senpai Is Annoying                                     | Ojii-chan                                | [ 16 ]     |
| 2022 | Girls' Frontline                                          | Kryuger                                  | [ 17 ]     |
| 2022 | The Genius Prince's Guide to Raising a Nation Out of Debt | Gruer                                    | [ 18 ]     |
| 2022 | Summer Time Rendering                                     | Seidō Hishigata                          | [ 19 ]     |
| 2022 | Spy × Family                                              | WISE Director                            | [ 20 ]     |
| 2022 | Bleach: Thousand-Year Blood War                           | Shunsui Kyōraku                          | [ 21 ]     |
| 2022 | Mob Psycho 100 III                                        | Ekubo                                    | [ 22 ]     |

### Animații video
| An   | Titlu                                    | Rol                        | Note |
| ---- | ---------------------------------------- | -------------------------- | ---- |
| 1989 | Angel Cop                                | Hacker                     |      |
| 1991 | 3x3 Eyes                                 | Benares                    |      |
| 1991 | Mobile Suit Gundam 0083: Stardust Memory | Anavel Gato                |      |
| 1992 | Babel II                                 | Yomi                       |      |
| 1992 | Matchless Raijin-Oh                      | Gokudo                     |      |
| 1993 | Black Jack: Clinical Chart               | Black Jack                 |      |
| 1994 | Kizuna: Bonds of Love                    | Masanori Araki             |      |
| 1995 | Tenchi Muyo! Ryo-Ohki                    | Azusa Jurai                |      |
| 1995 | Fire Emblem: Mystery of the Emblem       | King Cornelius、Voice-over |      |
| 1996 | Birdy the Mighty                         | Gomez                      |      |
| 1996 | Blue Seed 2                              | Daitetsu Kunikida          |      |
| 1996 | Magic User's Club                        | Minowa Minoru              |      |
| 1997 | Agent Aika                               | Gozo Aida                  |      |
| 1997 | Magic Knight Rayearth                    | Windom                     |      |
| 1997 | Night Warriors: Darkstalkers' Revenge    | Demitri Maximoff           |      |
| 1998 | Tekken: The Motion Picture               | Jack 2/Narrator            |      |
| 2000 | Amon: Apocalypse of Devilman             | Amon                       |      |
| 2001 | Rurouni Kenshin                          | Kurogasa                   |      |
| 2005 | Saint Seiya                              | Hades                      |      |
| 2007 | Fist of the North Star: Legend of Yuria  | Souther                    |      |
| 2009 | Dogs: Bullets & Carnage                  | Mihai                      |      |
| 2010 | Tales of Symphonia OVA                   | Regal Bryant               |      |
| 2015 | Mobile Suit Gundam: The Origin           | Narator                    |      |

### Animații online
| An   | Titlu               | Rol             | Note   |
| ---- | ------------------- | --------------- | ------ |
| 2016 | Pokémon Generations | Giovanni        |        |
| 2021 | The Heike Story     | Benkei          |        |
| 2022 | Spriggan            | Steve H. Foster | [ 23 ] |

### Animații cinematografice
| An   | Titlu                                                            | Rol                        | Note |
| ---- | ---------------------------------------------------------------- | -------------------------- | ---- |
| 1989 | Kiki's Delivery Service                                          | Dirigible Captain          |      |
| 1992 | Comet in Moominland                                              | Moominpappa                |      |
| 1992 | Porco Rosso                                                      | Donald Curtis              |      |
| 1995 | Ghost in the Shell                                               | Batou                      |      |
| 1995 | Doraemon: Nobita's Genesis Diary                                 | God                        |      |
| 1996 | Black Jack: The Movie                                            | Black Jack                 |      |
| 1998 | Gundam Wing: Endless Waltz                                       | Narrator                   |      |
| 2000 | The Vision of Escaflowne                                         | King Goau                  |      |
| 2001 | Kinnikuman Nisei                                                 | The Cyborg                 |      |
| 2003 | Inuyasha the Movie 3: Swords of an Honorable Ruler               | Dog General                |      |
| 2003 | Tokyo Godfathers                                                 | Doctor                     |      |
| 2004 | Ghost in the Shell 2: Innocence                                  | Batou                      |      |
| 2004 | Howl's Moving Castle                                             | Kokuô                      |      |
| 2004 | Nitaboh                                                          | Santaro                    |      |
| 2005 | One Piece the Movie: Baron Omatsuri and the Secret Island        | Baron Omatsuri             |      |
| 2006 | Detective Conan: The Private Eyes' Requiem                       | Inspector Yokomizo         |      |
| 2006 | Fist of the North Star: Legend of Raoh: Chapter of Death in Love | Souther                    |      |
| 2006 | Naruto the Movie: Guardians of the Crescent Moon Kingdom         | Michiru Tsuki              |      |
| 2006 | Paprika                                                          | Detective Konakawa Toshimi |      |
| 2007 | Sword of the Stranger                                            | Shougen                    |      |
| 2007 | Vexille                                                          | Saito                      |      |
| 2009 | Doraemon the Movie: Nobita's Spaceblazer                         | Guillermin                 |      |
| 2011 | Ghost in the Shell: Stand Alone Complex - Solid State Society    | Batou                      |      |
| 2012 | Evangelion: 3.0 You Can (Not) Redo                               | Koji Takao                 |      |
| 2013 | Berserk: Golden Age Arc                                          | Skull Knight               |      |
| 2015 | The Empire of Corpses                                            | M                          |      |
| 2015 | GAMBA                                                            | Yoisho                     |      |
| 2015 | Harmony                                                          | Asaf                       |      |
| 2016 | Rudolf the Black Cat                                             | Kuma-sensei                |      |
| 2017 | Genocidal Organ                                                  | Colonel Rockwell           |      |
| 2017 | Yo-kai Watch Shadowside: Oni-ō no Fukkatsu                       | Nezumi Otoko               |      |
| 2019 | Code Geass: Lelouch of the Re;surrection                         |                            |      |
| 2019 | Crayon Shin-chan: Honeymoon Hurricane ~The Lost Hiroshi~         |                            |      |
| 2021 | Pompo: The Cinéphile                                             | Martin Braddock            |      |
| 2022 | Eien no 831                                                      | Murotoa                    |      |

### Filme live-action
| An   | Titlu      | Rol             | Note   |
| ---- | ---------- | --------------- | ------ |
| 2000 | Blister    | Terada          |        |
| 2017 | Re:Born    | Phantom         |        |
| 2019 | Patalliro! |                 |        |
| 2022 | Ghost Book | Hyakume (voice) | [ 25 ] |

### Producții TV live-action
| An   | Titlu                            | Rol             | Note        | Ref(s) |
| ---- | -------------------------------- | --------------- | ----------- | ------ |
| 2018 | Dele                             | Hitoshi Tatsumi | Episode 8   |        |
| 2020 | Kirin ga Kuru                    | Sōjirō          | Taiga drama | [ 26 ] |
| 2020 | The Legendary Mother             | Akira           |             | [ 27 ] |
| 2020 | The Way of the Househusband      | Narrator        | Episode 1   | [ 28 ] |
| 2022 | Ryūnosuke Kamiki's Filming Break | Onodera         | Ep. 6       | [ 29 ] |

### Tokusatsu
| An   | Titlu                                                            | Rol                                             | Note                                                                              |
| ---- | ---------------------------------------------------------------- | ----------------------------------------------- | --------------------------------------------------------------------------------- |
| 1995 | Chōriki Sentai Ohranger                                          | Bara Revenger                                   | Ep. 15                                                                            |
| 1996 | B-Fighter Kabuto                                                 | Tooth Clam Beast Nezugaira                      | Ep. 9                                                                             |
| 1997 | Denji Sentai Megaranger                                          | Canary Nejilar/Mega Yellow (During transitions) | Ep. 37                                                                            |
| 1998 | Seijuu Sentai Gingaman                                           | Zakkas                                          | Ep. 46                                                                            |
| 1999 | Kyuukyuu Sentai GoGo-V                                           | Reaper Warrior Psyma Beast Thanatos             | Ep. 33                                                                            |
| 2005 | Mahou Sentai Magiranger                                          | Hades Wise God Dagon                            | Ep. 35–49                                                                         |
| 2011 | Gokaiger Goseiger Super Sentai 199 Hero Great Battle             | Reverse Hades God Dagon                         |                                                                                   |
| 2017 | Uchu Sentai Kyuranger                                            | Champ1/Oushi Black2/Yagyu Jubei3                | 1Ep. 1–13, 15–16, 21–30. 2Ep. 1–5, 7–8, 11–13, 16, 21, 25–26, 28–30, 34. 3Ep. 34. |
| 2017 | Kamen Rider × Super Sentai: Ultra Super Hero Taisen              | Champ, Oushi Black                              |                                                                                   |
| 2017 | Uchu Sentai Kyuranger the Movie: Gase Indaver Strikes Back       | Champ, Oushi Black                              |                                                                                   |
| 2020 | Kishiryu Sentai Ryusoulger VS Lupinranger VS Patranger the Movie | Ganima Noshiagalda                              | Film                                                                              |
| 2020 | Kamen Rider Saber                                                | Seiken Swordriver voice, Narrator               | Serie                                                                             |